# IC 609
IC 609 هو اصطدام مجري، يقع في كوكبة السدس، يقدر بعده عن مجرة درب التبانة بنحو 241 مليون سنة ضوئية ويقدر قطره بحوالي 100 ألف سنة ضوئية، وقد تم اكتشافه في 21 مارس 1893.

## روابط خارجية
- IC 609 على موقع ويكي سكاي: DSS2, SDSS, GALEX, IRAS, Hydrogen α, X-Ray, Astrophoto, Sky Map, Articles and images